# 배태섭
배태섭은 대한민국 SBS의 프로듀서이다.

### 작품
- 2005년 SBS 금요드라마 《꽃보다 여자》(연출)
- 2005년 ~ 2006년 SBS 금요드라마 《그 여자》(책임프로듀서)
- 2005년 ~ 2006년 SBS 드라마스페셜 《마이걸》(프로듀서)
- 2006년 ~ 2007년 SBS 아침연속극 《사랑도 미움도》(연출)
- 2007년 ~ 2008년 SBS 금요드라마 《아들 찾아 삼만리》(연출)
- 2009년 SBS 월화 대기획드라마 《자명고》(공동연출)
- 2010년 SBS 아침연속극 《여자를 몰라》(연출)
- 2011년 SBS 추석특집극 《위대한 선물》(연출)
- 2012년 SBS 특집드라마 《가족사진》(연출)
- 2013년 ~ 2014년 SBS 주말극장 《열애》(연출)
- 2016년 SBS 아침연속극 《사랑이 오네요》(연출)
- 2018년 SBS 아침연속극 《나도 엄마야》(연출)
- 2021년 SBS 아침연속극 《아모르 파티 - 사랑하라, 지금》(연출)